# Austroagrion exclamationis
Austroagrion exclamationis е вид водно конче от семейство Coenagrionidae. Видът не е застрашен от изчезване.

## Разпространение
Разпространен е в Австралия (Западна Австралия, Куинсланд и Северна територия) и Индонезия.

## Описание
Популацията на вида е стабилна.